# Dom Turysty im. Kazimierza Sosnowskiego w Krakowie
Dom Turysty im. Kazimierza Sosnowskiego (również Dom Turysty Polskiego Towarzystwa Turystyczno-Krajoznawczego)  – modernistyczny obiekt turystyczny znajdujący się w Krakowie, w dzielnicy I Stare Miasto przy ulicy Westerplatte 15, na Wesołej.

## Historia
Modernistyczny budynek został wybudowany w latach 1959–1963. Jego projekt, nad którym pracowali architekci Zbigniew Mikołajewski oraz Stanisław Spyt, został zrealizowany w latach 1956–1959 na zlecenie Polskiego Towarzystwa Turystyczno-Krajoznawczego. Podczas całego procesu budowy hotelu współpracowało kilka instytucji nad jego budową m.in.: Zjednoczenie Budownictwa Miejskiego, Krakowskie Przedsiębiorstwo Robót Inżynieryjnych oraz Zarząd Robót Wykończeniowych Huty im. Lenina. Budynek został uroczyście oddany do użytku 22 lipca 1963 roku.
Obiekt łączył w sobie cechy domu wycieczkowego, który oferował różnorodne usługi towarzyszące oraz hotelu. Jego funkcja była nieco zróżnicowana, jednak w zamierzeniu początkowym miał on być przeznaczony głównie do obsługi grup turystycznych. W pierwszych latach swojej działalności był największym budynkiem hotelowym działającym na terenie miasta.
W latach 1981–1983, kiedy w Polsce trwał stan wojenny, w Domu Turysty im. Kazimierza Sosnowskiego zakwaterowano Zmotoryzowane Odwody Milicji Obywatelskiej (ZOMO).
W czasach współczesnych właścicielem obiektu nadal pozostaje Polskie Towarzystwo Turystyczno-Krajoznawcze.

## Architektura
Kubatura hotelu wynosi około 40 tys. m³. Fasady zewnętrzne budynków zostały pokryte tynkiem, utrzymane są w kolorach: białym i jasno-szarym. Balkony zawierają pełne balustrady. Charakterystycznym elementem architektonicznym Domu Turysty jest jego nieznacznie wygięta elewacja od strony ulicy Westerplatte, załamująca się zgodnie z wygięciem tej ulicy.
Budynek hotelowy, który został uznany za przykład architektury modernistycznej w Krakowie ma cztery kondygnacje. Jest w nim dostępnych łącznie 516 miejsc noclegowych, które są rozmieszczone w 231 pokojach. Na terenie hotelu znajduje się również restauracja, która jest w stanie jednocześnie pomieścić 160 osób. W skład budynku wchodzi także bar na 30 osób, a także dwa przestronne parkingi.
We wnętrzu budynku znajdują się mozaiki oraz meble zaprojektowane przez architektów Zdzisława Szpyrkowskiego oraz Antoniego Hajdeckiego.
Na terenie domu turystycznego znajdują się również: biura podróży, siedziba krakowskiego oddziału Polskiego Towarzystwa Turystyczno-Krajoznawczego, a także właściciela – Okręgowego Zespołu Gospodarki Turystycznej PTTK.
W holu budynku w ścianę została wmurowana tablica pamiątkowa poświęcona Kazimierzowi Sosnowskiemu, patronowi budynku.